# 金詩雲
金詩雲（韓語：김시운，1984年1月11日—），韓國女演員。本名金仁書（김인서），2012年加入新經紀公司「Management Koo」後改名為金詩雲。

## 演出作品

### 電視劇
- 2006年：SBS《回來吧順愛》
- 2007年：SBS《不良情侶》
- 2011年：SBS《薔薇的戰爭》飾演 裴尤美
- 2011年：CGV《少女K》
- 2011年：SBS《The Musical》
- 2012年：tvN《閉嘴！花美男樂團》飾演 劉惠理
- 2012年：WOWOW《Strangers6》
- 2012年：OCN《吸血鬼檢察官2》飾演 裴芷延（第3集）
- 2013年：tvN《請回答1994》飾演 聖女貞德

### 電影
- 2007年：《職場戀愛史》
- 2008年：《走在天空的少年》
- 2009年：《愛子（朝鲜语：애자 (영화)）》
- 2010年：《看見惡魔》

## 外部連結
- 金詩雲的Instagram帳戶